# Byrider Electric Automobile Company
Byrider Electric Automobile Company war ein US-amerikanischer Hersteller von Automobilen.

## Unternehmensgeschichte
Die Brüder John und William A. Byrider gründeten das Unternehmen in Cleveland in Ohio. Dazu kauften sie im Mai 1907 die Williams Motor Carriage Company auf. Sie begannen mit der Produktion von Automobilen. Der Markenname lautete Byrider Electric. 1910 endete die Produktion.

## Fahrzeuge
Im Angebot standen Elektroautos. Sie unterschieden sich kaum von den Williams-Modellen. Das Fahrgestell hatte wahlweise 180 oder 183 cm Radstand. Der einzige Aufbau war ein offener Zweisitzer, der Victoria genannt wurde.